# Mercœur (Corrèze)
Pour les articles homonymes, voir Mercœur.
Mercœur (Mércuer en occitan) est une commune française située dans le département de la Corrèze en région Nouvelle-Aquitaine.
Les habitants sont appelés les Marcœurois.

## Géographie
La commune de Mercœur, traversée par le 45e parallèle nord, est de ce fait située à égale distance du pôle Nord et de l'équateur terrestre (environ 5 000 km).
Mercœur est une commune située dans le Massif central entre Brive-La-Gaillarde et Aurillac. Elle est brièvement bordée au nord par la Maronne, un important affluent de la Dordogne.

### Communes limitrophes
La commune est limitrophe du département du Lot.
| La Chapelle-Saint-Géraud | Hautefage   |                               |
| Reygade                  | Mercœur     | Sexcles                       |
| Altillac                 | Cahus (Lot) | Camps-Saint-Mathurin-Léobazel |

### Climat
Pour des articles plus généraux, voir Climat de la Nouvelle-Aquitaine et Climat de la Corrèze.
Historiquement, la commune est exposée à un climat montagnard.  
En 2020, Météo-France publie une typologie des climats de la France métropolitaine dans laquelle la commune est exposée à un climat de montagne et est dans la région climatique  Ouest et nord-ouest du Massif Central, caractérisée par une pluviométrie annuelle de 900 à 1 500 mm, maximale en automne et en hiver.
Pour la période 1971-2000, la température annuelle moyenne est de 11 °C, avec  une amplitude thermique annuelle de 15 °C. Le cumul annuel moyen de précipitations est de 1 325 mm, avec 13,2 jours de précipitations en janvier et 7,8 jours en juillet. Pour la période 1991-2020, la température moyenne annuelle observée sur la station météorologique la plus proche, située sur la commune de Camps-Saint-Mathurin-Léobazel à 5 km à vol d'oiseau, est de 11,1 °C et le cumul annuel moyen de précipitations est de 1 432,2 mm,. Pour l'avenir, les paramètres climatiques de la commune estimés pour 2050 selon différents scénarios d’émission de gaz à effet de serre sont consultables sur un site dédié publié par Météo-France en novembre 2022.

## Urbanisme

### Typologie
Au 1er janvier 2024, Mercœur est catégorisée commune rurale à habitat très dispersé, selon la nouvelle grille communale de densité à 7 niveaux définie par l'Insee en 2022.
Elle est située hors unité urbaine et hors attraction des villes,.

### Occupation des sols
L'occupation des sols de la commune, telle qu'elle ressort de la base de données européenne d’occupation biophysique des sols Corine Land Cover (CLC), est marquée par l'importance des forêts et milieux semi-naturels (59,8 % en 2018), une proportion sensiblement équivalente à celle de 1990 (60 %). La répartition détaillée en 2018 est la suivante : 
forêts (59,8 %), prairies (39,5 %), zones agricoles hétérogènes (0,7 %).
L'évolution de l’occupation des sols de la commune et de ses infrastructures peut être observée sur les différentes représentations cartographiques du territoire : la carte de Cassini (XVIIIe siècle), la carte d'état-major (1820-1866) et les cartes ou photos aériennes de l'IGN pour la période actuelle (1950 à aujourd'hui).

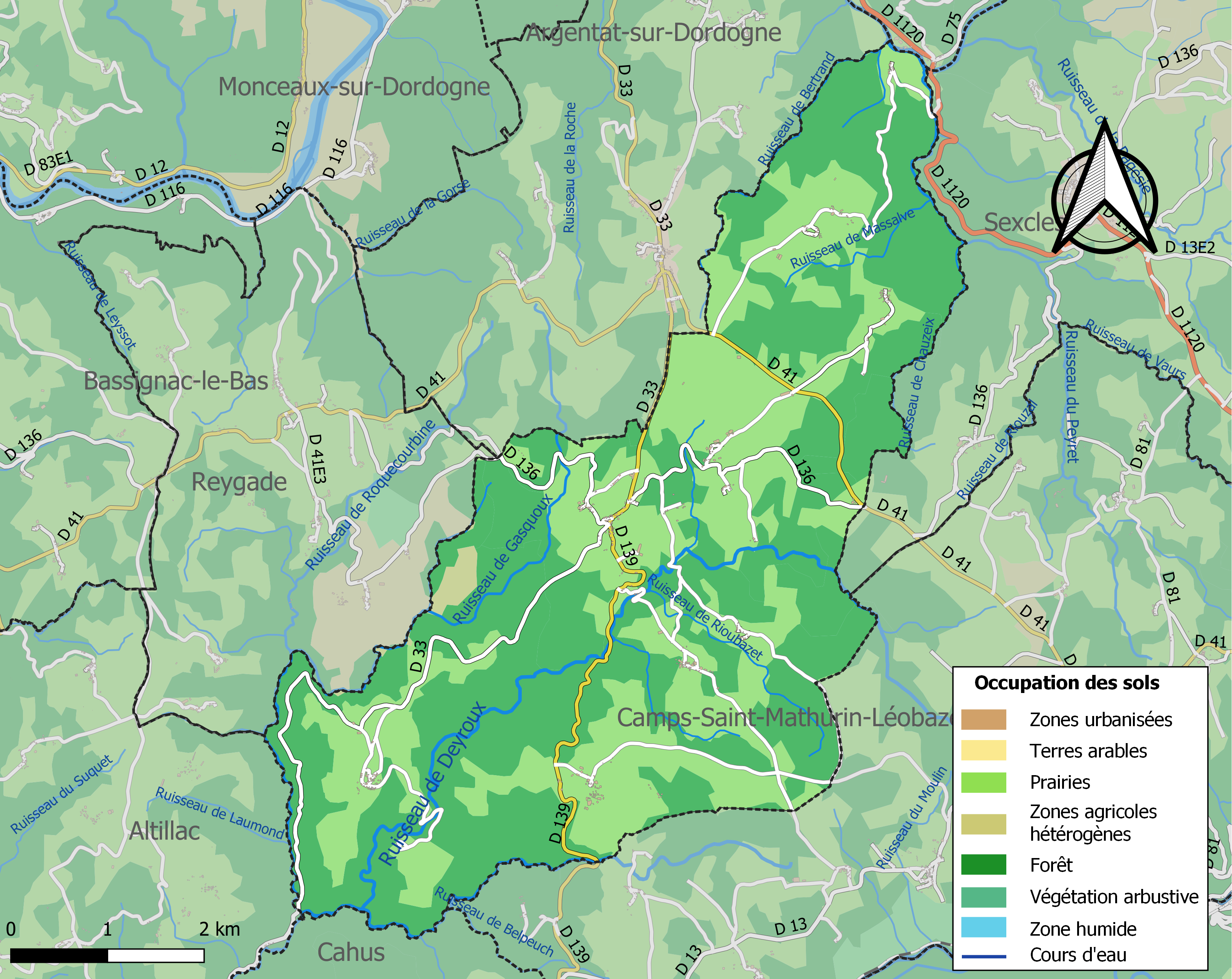
Carte des infrastructures et de l'occupation des sols de la commune en 2018 (CLC).

### Risques majeurs
Le territoire de la commune de Mercœur est vulnérable à différents aléas naturels : météorologiques (tempête, orage, neige, grand froid, canicule ou sécheresse), inondations, feux de forêts et séisme (sismicité très faible). Il est également exposé à un risque technologique, la rupture d'un barrage, et à un risque particulier : le risque de radon. Un site publié par le BRGM permet d'évaluer simplement et rapidement les risques d'un bien localisé soit par son adresse soit par le numéro de sa parcelle.

#### Risques naturels
Certaines parties du territoire communal sont susceptibles d’être affectées par le risque d’inondation par débordement de cours d'eau, notamment la Maronne, le ruisseau d'Orgues et le ruisseau de Deyroux. La commune a été reconnue en état de catastrophe naturelle au titre des dommages causés par les inondations et coulées de boue survenues en 1982, 1999 et 2021,. 

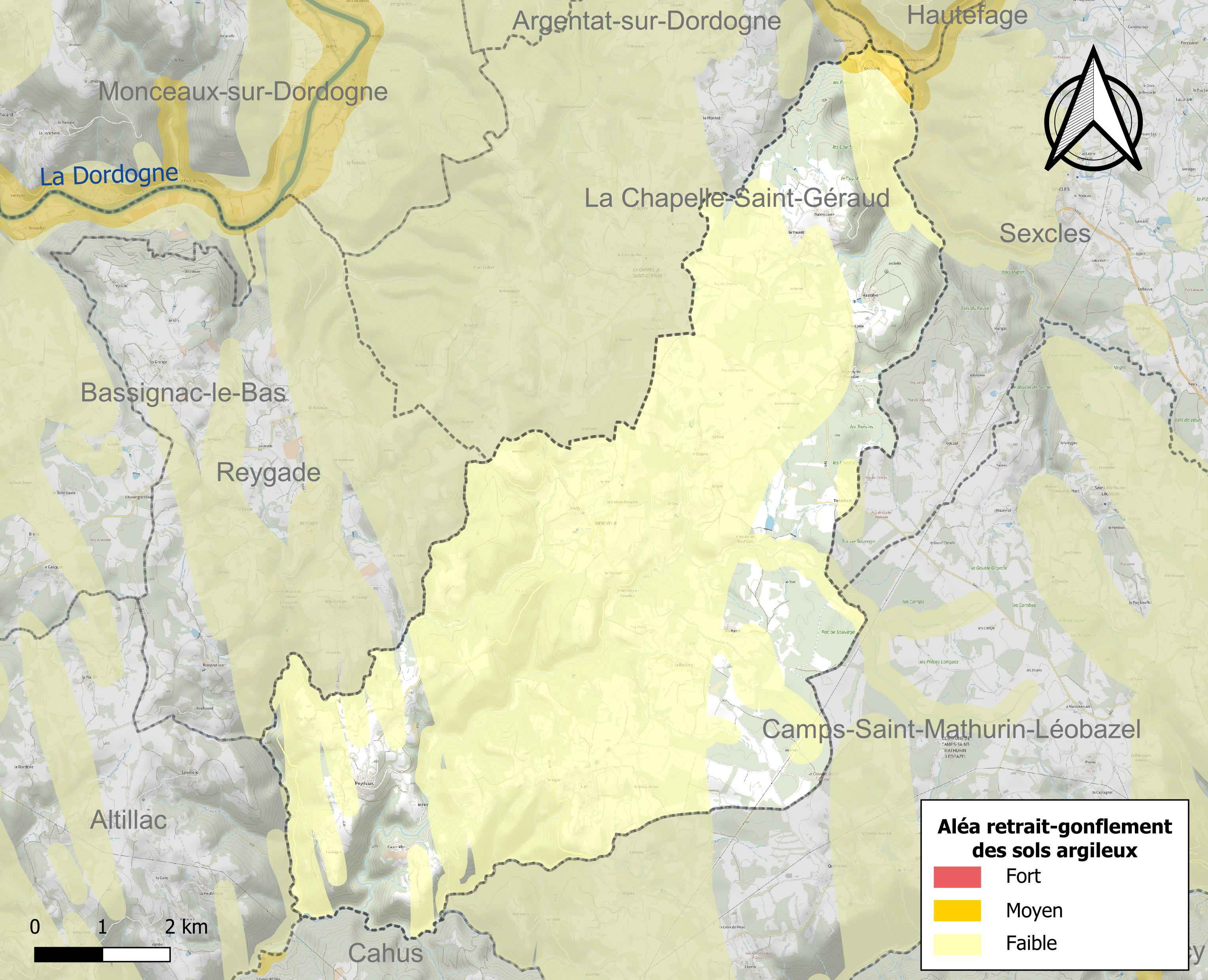
Carte des zones d'aléa retrait-gonflement des sols argileux de Mercœur.

Le retrait-gonflement des sols argileux est susceptible d'engendrer des dommages importants aux bâtiments en cas d’alternance de périodes de sécheresse et de pluie. 0,6 % de la superficie communale est en aléa moyen ou fort (26,8 % au niveau départemental et 48,5 % au niveau national). Sur les 136 bâtiments dénombrés sur la commune en 2019,  aucun n'est en aléa moyen ou fort, à comparer aux 36 % au niveau départemental et 54 % au niveau national. Une cartographie de l'exposition du territoire national au retrait gonflement des sols argileux est disponible sur le site du BRGM,.
Concernant les feux de forêt, aucun plan de prévention des risques incendie de forêt (PPRIF) n’a été établi en Corrèze, néanmoins le code de l’urbanisme impose la prise en compte des risques dans les documents d’urbanisme. Le périmètre des servitudes d'utilité publique et des zones d'obligation légale de débroussaillement pour les particuliers est quant à lui défini pour la commune dans une carte dédiée. 
Concernant les mouvements de terrains, la commune a été reconnue en état de catastrophe naturelle au titre des dommages causés par des mouvements de terrain en 1999.

#### Risques technologiques
La commune est en outre située en aval des barrages de Bort-les-Orgues, du Chastang, d'Enchanet et de Hautefage, des ouvrages de classe A soumis à PPI. À ce titre elle est susceptible d’être touchée par l’onde de submersion consécutive à la rupture d'un de ces ouvrages.

#### Risque particulier
Dans plusieurs parties du territoire national, le radon, accumulé dans certains logements ou autres locaux, peut constituer une source significative d’exposition de la population aux rayonnements ionisants. Certaines communes du département sont concernées par le risque radon à un niveau plus ou moins élevé. Selon la classification de 2018, la commune de Mercœur est classée en zone 3, à savoir zone à potentiel radon significatif. 

## Politique et administration
| Période   | Période   | Identité                       | Étiquette | Qualité              |
| --------- | --------- | ------------------------------ | --------- | -------------------- |
| 1803      | 1847      | Jean-Géraud Meilhac            |           |                      |
| 1847      | 1854      | Pierre-Paul Meilhac            |           |                      |
| 1854      | 1864      | Claude Mielvaque               |           |                      |
| 1864      | 1880      | Ernest Roudie                  |           |                      |
| 1880      | 1881      | Jean-Alfred Perier             |           |                      |
| 1881      | 1882      | Jean Flamary                   |           |                      |
| 1882      | 1901      | Ernest Roudie                  |           |                      |
| 1901      | 1914      | Jean-Joseph Iquilles           |           |                      |
| 1914      | 1916      | Clément Farges                 |           | Adjoint              |
| 1916      | 1919      | Cyprien Artigues               |           | Conseiller Municipal |
| 1919      | 1931      | Jean-Baptiste Bouyssou         |           |                      |
| 1931      | 1935      | Pierre Padirac                 |           |                      |
| 1935      | 1941      | Jean Rémy Farges               |           |                      |
| 1941      | 1944      | Joseph Moulene                 |           |                      |
| 1944      | 1959      | Jean-Rémy Farges               |           |                      |
| mars 1959 | mars 1995 | Raymond Teilhet (1924-2007)    |           |                      |
| mars 1995 | aout 2010 | Jean-Claude Farges (1947-2010) |           |                      |
| aout 2010 | En cours  | André Poujade (né en 1969)     |           | Agriculteur          |

## Démographie
L'évolution du nombre d'habitants est connue à travers les recensements de la population effectués dans la commune depuis 1793. Pour les communes de moins de 10 000 habitants, une enquête de recensement portant sur toute la population est réalisée tous les cinq ans, les populations de référence des années intermédiaires étant quant à elles estimées par interpolation ou extrapolation. Pour la commune, le premier recensement exhaustif entrant dans le cadre du nouveau dispositif a été réalisé en 2007.

En 2022, la commune comptait 232 habitants, en évolution de −6,45 % par rapport à 2016 (Corrèze : −0,59 %, France hors Mayotte : +2,11 %).
| 1793 | 1800 | 1806  | 1821  | 1831  | 1836 | 1841 | 1846 | 1851 |
| ---- | ---- | ----- | ----- | ----- | ---- | ---- | ---- | ---- |
| 967  | 825  | 1 016 | 1 030 | 1 035 | 927  | 890  | 821  | 861  |

| 1856 | 1861 | 1866 | 1872 | 1876 | 1881 | 1886 | 1891 | 1896 |
| ---- | ---- | ---- | ---- | ---- | ---- | ---- | ---- | ---- |
| 809  | 805  | 840  | 867  | 845  | 774  | 862  | 811  | 766  |

| 1901 | 1906 | 1911 | 1921 | 1926 | 1931 | 1936 | 1946 | 1954 |
| ---- | ---- | ---- | ---- | ---- | ---- | ---- | ---- | ---- |
| 766  | 706  | 669  | 672  | 670  | 640  | 493  | 475  | 427  |

| 1962 | 1968 | 1975 | 1982 | 1990 | 1999 | 2006 | 2007 | 2012 |
| ---- | ---- | ---- | ---- | ---- | ---- | ---- | ---- | ---- |
| 454  | 441  | 368  | 345  | 323  | 267  | 250  | 248  | 255  |

| 2017 | 2022 | - | - | - | - | - | - | - |
| ---- | ---- | - | - | - | - | - | - | - |
| 245  | 232  | - | - | - | - | - | - | - |

## Lieux et monuments
- Église Saint-Martin de Mercœur. L'édifice a été inscrit au titre des monuments historique en 1927[27].

## Héraldique
| Blason de Mercœur | Blason  | D'azur au lion d'argent accompagné de treize besants d'or ordonnés en orle, au chef de même chargé de trois molettes de sable. |
| Blason de Mercœur | Détails | Le statut officiel du blason reste à déterminer.                                                                               |